# Puchar Polski (okręg Stalowa Wola) w piłce nożnej mężczyzn (2022/2023)
Okręgowy Puchar Polski w okręgu Stalowa Wola – puchar okręgowy, który wyłonił uczestnika Pucharu Polski na szczeblu województwa podkarpackiego. W finale Stal Stalowa Wola pokonała Sokół Kamień 2:0. Królem strzelców został Kacper Piechniak z Sokoła Kamień (9 goli).

## I runda
| Mecz                                       | Wynik | Data              |
| ------------------------------------------ | ----- | ----------------- |
| Łęg Kopcie - Kolejarz Knapy                | 3:3   | 7 sierpnia, 17:00 |
| KS Żupawa - Słowianin Grębów               | 2:2   | 7 sierpnia, 17:00 |
| Sokół Sokolniki - KSTŁK Stalowa Wola       | 2:4   | 7 sierpnia, 17:00 |
| Bukowa Jastkowice - Herosi Krzaki-Słomiana | 4:1   | 7 sierpnia, 17:00 |
| Iskra Sobów - LZS Żabno                    | 0:6   | 7 sierpnia, 17:00 |
| Huragan Zdziechowice - Sanna Zaklików      | 1:2   | 7 sierpnia, 17:00 |
| LZS Turbia - Jeziorak Chwałowice           | 3:0   | 7 sierpnia, 17:00 |
| LZS Podwolina - Retman Ulanów              | 3:1   | 6 sierpnia, 17:00 |
| Jutrzenka Kopki - Podlesianka Kamień       | 2:7   | 7 sierpnia, 17:00 |
| KS Wydrza - Łęg Stany                      | 1:8   | 7 sierpnia, 17:00 |
| KP Zarzecze - Sparta Jeżowe                | 2:3   | 7 sierpnia, 14:00 |
| Advit Łętownia - Górnovia Górno            | 3:1   | 7 sierpnia, 17:00 |

## II runda
| Mecz                                  | Wynik | Data             |
| ------------------------------------- | ----- | ---------------- |
| Junior Zakrzów - Siarka II Tarnobrzeg | 1:1   | 31 sierpnia 2023 |
| KS Żupawa - KSTŁK Stalowa Wola        | 4:4   | 23 sierpnia 2023 |
| LZS Turbia - Bukowa Jastkowice        | 1:3   | 25 sierpnia 2023 |
| LZS Żabno - Stal Gorzyce              | 3:4   | 24 sierpnia 2023 |
| Łęg Kopcie - Sokół Kamień             | 0:5   | 24 sierpnia 2023 |
| Łęg Stany - Stal Nowa Dęba            | 2:2   | 31 sierpnia 2023 |
| Sanna Zaklików - Stal II Stalowa Wola | 1:3   | 24 sierpnia 2023 |
| LZS Podwolina - LZS Zdziary           | 0:3   | 24 sierpnia 2023 |
| Podlesianka Kamień - Pogoń Leżajsk    | 1:1   | 24 sierpnia 2023 |
| Olimpia Pysznica - KS Jarocin         | 2:0   | 24 sierpnia 2023 |
| Unia Nowa Sarzyna - San Kłyżów        | 5:2   | 24 sierpnia 2023 |

## III runda
| Mecz                                       | Wynik | Data             |
| ------------------------------------------ | ----- | ---------------- |
| Łęg Stany - Stal Stalowa Wola              | 1:9   | 7 września 2023  |
| Stal Gorzyce - LZS Zdziary                 | 4:2   | 7 września 2023  |
| Bukowa Jastkowice - Sparta Jeżowe          | 2:2   | 7 września 2023  |
| Podlesianka Kamień - Unia Nowa Sarzyna     | 1:3   | 7 września 2023  |
| Advit Łętownia - Olimpia Pysznica          | 2:0   | 7 września 2023  |
| Dolina-Tanew Wólka Tanewska - Sokół Kamień | 1:8   | 7 września 2023  |
| KSTŁK Stalowa Wola - Stal II Stalowa Wola  | 2:0   | 21 września 2023 |
| Siarka II Tarnobrzeg - Sokół Nisko         | 0:4   | 21 września 2023 |

## Ćwierćfinał
| Mecz                              | Wynik | Data                |
| --------------------------------- | ----- | ------------------- |
| Stal Gorzyce - Stal Stalowa Wola  | 0:3   | 28 września 2023    |
| Sparta Jeżowe - Unia Nowa Sarzyna | 5:2   | 28 września 2023    |
| Advit Łętownia - Sokół Kamień     | 0:10  | 28 września 2023    |
| KSTŁK Stalowa Wola - Sokół Nisko  | 1:6   | 4 października 2023 |

## Półfinał
| Mecz                              | Wynik | Data                 |
| --------------------------------- | ----- | -------------------- |
| Sparta Jeżowe - Stal Stalowa Wola | 0:7   | 19 października 2023 |
| Sokół Kamień - Sokół Nisko        | 1:0   | 19 października 2023 |

## Finał
| Mecz                             | Wynik | Data               |
| -------------------------------- | ----- | ------------------ |
| Sokół Kamień - Stal Stalowa Wola | 0:2   | 1 maja 2023, 16:00 |

Stal Stalowa Wola uzyskała awans do półfinału Pucharu Polski na szczeblu województwa podkarpackiego.

## Najlepsi strzelcy
| Gol | Zawodnik           | Drużyna            |
| --- | ------------------ | ------------------ |
| 9   | Kacper Piechniak   | Sokół Kamień       |
| 4   | Adrian Duma        | KS Żupawa          |
| 4   | Kōsei Iwao         | Stal Stalowa Wola  |
| 4   | Daniel Kaczor      | LZS Żabno          |
| 4   | Jan Marciniak      | Podlesianka Kamień |
| 4   | Wiktor Stępniowski | Stal Stalowa Wola  |
| 3   | Jakub Bednarz      | Łęg Stany          |
| 3   | Krystian Błajda    | Sokół Kamień       |
| 3   | Jacek Gielar       | Sparta Jeżowe      |
| 3   | Sebastian Gnatek   | Unia Nowa Sarzyna  |
| 3   | Jakub Janczyk      | Sokół Nisko        |
| 3   | Adam Kusiak        | Advit Łętownia     |
| 3   | Michał Kusy        | Unia Nowa Sarzyna  |
| 3   | Kamil Lipniarski   | KSTŁK Stalowa Wola |
| 3   | Artur Łuczak       | Sokół Kamień       |
| 3   | Eryk Sarzyński     | Sokół Kamień       |
| 3   | Mateusz Sudoł      | Sparta Jeżowe      |
| 3   | Robert Świerad     | KSTŁK Stalowa Wola |
| 3   | Maciej Wojtak      | Stal Stalowa Wola  |